# 短刀彎錦蛤
短刀彎錦蛤（学名：Nuculana acinacea）为彎錦蛤科彎錦蛤屬下的一个种。

## 外部連結
- 維基物種上的相關：短刀彎錦蛤